# إدوارد هايمان
إدوارد هايمان (بالإنجليزية: Edward Heyman)‏ هو منتج أفلام وملحن وكاتب أغاني أمريكي، ولد في 14 مارس 1907 في نيويورك في الولايات المتحدة، وتوفي في 16 أكتوبر 1981 في ولاية خاليسكو في المكسيك.

## وصلات خارجية
- إدوارد هايمان على موقع IMDb (الإنجليزية)
- إدوارد هايمان على موقع ميوزك برينز (الإنجليزية)
- إدوارد هايمان على موقع قاعدة بيانات برودواي على الإنترنت (الإنجليزية)
- إدوارد هايمان على موقع أول ميوزيك (الإنجليزية)
- إدوارد هايمان على موقع ديسكوغز (الإنجليزية)
- إدوارد هايمان على موقع قاعدة بيانات الفيلم (الإنجليزية)